# الخربة (بلاد الروس)

تعديل مصدري - تعديل

الخربة هي إحدى قرى عزلة الربع الشرقي بمديرية بلاد الروس التابعة لمحافظة صنعاء، بلغ تعداد سكانها 1684 نسمة حسب تعداد اليمن لعام 2004.